# 金苞花
金苞花（学名：Pachystachys lutea），別名黄虾花、小蝦花、蝦子花、金苞虾衣花，原產地為墨西哥、祕魯及南美洲奎亞那，有二種品種，一種苞片為紫褐色，另一種苞片則為黃色。苞片為黃色者較為常見，花型分為上下兩唇，外型酷似橘子片。
金苞花花期較長，從夏至冬，花串壽命長達數週。野生小蝦花可長高至2至3呎，而一般家庭所栽種者高多不超過1呎。